# Alan Minda (Leichtathlet)
Alan Minda (* 28. Oktober 2002) ist ein ecuadorianischer Leichtathlet, der sich auf den Sprint spezialisiert hat.

## Sportliche Laufbahn
Erste internationale Erfahrungen sammelte Alan Minda im Jahr 2021, als er bei den Südamerikameisterschaften im heimischen Guayaquil mit 48,35 s in der ersten Runde im 400-Meter-Lauf ausschied. Zudem gewann er mit der ecuadorianischen 4-mal-400-Meter-Staffel in 3:13,74 min gemeinsam mit Sebastian Acuña, Miguel Maldonado und Anderson Marquinez die Bronzemedaille hinter den Teams aus Brasilien und Kolumbien und auch in der erstmals ausgetragenen Mixed-Staffel gewann er in 3:27,97 min gemeinsam mit Colorado Anderson, Virginia Villalba und Evelin Mercado die Bronzemedaille hinter Kolumbien und Argentinien. Anschließend belegte er bei den U20-Südamerikameisterschaften in Lima in 1:54,47 min den sechsten Platz im 800-Meter-Lauf und gewann in 3:15,58 min die Silbermedaille in der 4-mal-400-Meter-Staffel. Zudem gewann er auch in der erstmals ausgetragenen Mixed-Staffel in 3:35,95 min die Silbermedaille. Im August wurde er bei den U20-Weltmeisterschaften in Nairobi in der 4-mal-100-Meter-Staffel im Vorlauf disqualifiziert und verpasste auch in der Mixed-Staffel mit 3:31,90 min den Finaleinzug, gelangte aber in der 4-mal-400-Meter-Staffel nach 3:09,32 min auf Rang fünf. Im Oktober belegte er bei den U23-Südamerikameisterschaften in Guayaquil in 48,66 s den vierten Platz über 400 m und erreichte nach 1:53,72 min Rang acht im 800-Meter-Lauf. Zudem gewann er in 3:10,63 min die Silbermedaille in der 4-mal-400-Meter-Staffel hinter dem Team aus Brasilien. Anfang Dezember klassierte er sich bei den erstmals ausgetragenen Panamerikanischen Juniorenspielen in Cali mit 47,75 s auf dem siebten Platz über 400 m und erreichte im 800-Meter-Lauf mit 1:53,72 min Rang acht. Zudem siegte er in 3:08,02 min in der 4-mal-400-Meter-Staffel und wurde in der Mixed-Staffel disqualifiziert. 
2022 startete er mit der Männerstaffel bei den Hallenweltmeisterschaften in Belgrad, wurde dort aber in der ersten Runde disqualifiziert. Im Juli belegte er bei den Juegos Bolivarianos in Valledupar in 48,32 s den fünften Platz über 400 Meter und belegte mit der 4-mal-400-Meter-Staffel in 3:10,94 min Rang vier und gelangte mit der 4-mal-100-Meter-Staffel mit 41,21 s auf den fünften Platz. Ende September siegte er in 3:23,28 min in der Mixed-Staffel bei den U23-Südamerikameisterschaften in Cascavel und belegte in 48,00 s den sechsten Platz über 400 Meter. Zudem gewann er in 3:09,51 min die Bronzemedaille in der 4-mal-400-Meter-Staffel hinter den Teams aus Argentinien und Brasilien und wurde in der 4-mal-100-Meter-Staffel in 40,53 s Vierter. Kurz darauf gelangte er bei den Südamerikaspielen in Asunción mit 48,04 s auf Rang sieben im Einzelbewerb und gewann in der Mixed-Staffel in 3:22,27 min gemeinsam mit Francisco Guerrero, Evelin Mercado und Nicole Caicedo die Silbermedaille hinter dem brasilianischen Team. Zudem belegte er in der 4-mal-100-Meter-Staffel in 40,98 s den vierten Platz und wurde in der 4-mal-400-Meter-Staffel in 3:17,27 min Fünfter. Im Jahr darauf belegte er bei den Südamerikameisterschaften in São Paulo in 3:08,07 min den fünften Platz mit der Männerstaffel und gewann mit der Mixed-Staffel in 3:24,42 min die Bronzemedaille hinter den Teams aus Kolumbien und Brasilien. Ende Oktober wurde er bei den Panamerikanischen Spielen in Santiago de Chile in 3:23,09 min Fünfter in der Mixed-Staffel und gelangte mit der Männerstaffel mit 3:09,33 min auf Rang sechs. 2024 gewann er bei den Ibero-Amerikanischen Meisterschaften in Cuiabá in 3:23,62 min die Silbermedaille in der Mixed-Staffel hinter dem brasilianischen Team und sicherte sich mit der Männerstaffel in 3:08,47 min die Bronzemedaille hinter Mexiko und Kolumbien. Im September gewann er mit der Mixed-Staffel in 3:22,08 min die Silbermedaille bei den U23-Südamerikameisterschaften in Bucaramanga hinter dem kolumbianischen Team und belegte in 47,29 s den fünften Platz über 400 Meter. Zudem gewann er mit der Männerstaffel in 3:07,90 min die Silbermedaille hinter dem brasilianischen Team.
2025 belegte er bei den Südamerikameisterschaften in Mar del Plata in 3:14,22 min den fünften Platz mit der Männerstaffel und gelangte auch mit der Mixed-Staffel mit 3:30,75 min auf Rang fünf.
2021 wurde Minda ecuadorianischer Meister im 400-Meter-Lauf.

## Persönliche Bestleistungen
- 400 Meter: 46,66 s, 27. August 2022 in Quito
- 800 Meter: 1:52,80 min, 18. April 2021 in Guayaquil